# Duncan R. Derry
Duncan R. Derry (* 1906 in England; † 1987) war ein kanadischer Lagerstättengeologe. Er war weltweit in der Exploration nach Bodenschätzen tätig und spielte eine bedeutende Rolle im kanadischen Bergbau.
Derry studierte Naturwissenschaften in Cambridge mit dem Bachelor-Abschluss und wanderte dann nach Kanada aus, wo er seinen Master-Abschluss in Geologie an der University of Toronto erhielt und dort in Geologie promoviert wurde.
1935 gründete er mit Thayer Lindsay die Ventures Ltd., die erfolgreich Exploration und Bergbau-Beratung in vielen Ländern der Erde betrieb (neben Kanada Südafrika, Guyana, Chile, Peru, Grönland, Griechenland). In Kanada waren sie unter anderem für die Bergbaufirma Operniska Copper Mines in Quebec tätig. Die Firma war der Vorläufer des Bergbaukonzerns Falconbridge. Ab 1954 leitete er die Exploration beim Bergbaukonzern Rio Tinto Group, was unter anderem zur Uranmine Rio Algom bei Elliot Lake in Ontario führte. 1960 gründete er seine eigene Bergbau-Beratungsfirma Derry Michener Booth & Wahl.
Derry war Präsident der Society of Economic Geologists und einer der Gründer der Geological Association of Canada, die seit 1980 ihm zu Ehren die Duncan R. Derry Medal für Wirtschaftsgeologen vergibt, und der Canadian Geological Foundation. Er war Ehrendoktor der University of Toronto. Er erhielt die Logan Medal (1970) und die Selwyn Blaylock Medal des Canadian Institute of Mining and Metallurgy. 1987 erhielt er die Penrose-Goldmedaille.

## Schriften
- World Atlas of Geological and Mineral Deposits. Halsted Press, 1980